# استری کردن یاماگوچی
واکنش استری کردن یاماگوچی یک واکنش شیمیایی میان یک کربوکسیلیک اسید آلیفاتیک و ۲٬۴٬۶-تری کلرو بنزوییل کلرید (TCBC, معرف یاماگوچی ) برای تشکیل یک انیدرید تقاطعی است. واکنش با کمک یک الکل در حضور مقدار استوکیومتری از ۴-دی‌متیل‌آمینوپیریدین به منظور تشکیل استر مورد نظر انجام می‌گردد. این واکنش برای اولین بار توسط ماسارو یاماگوچیو همکارانش در سال ۱۹۷۹ گزارش شده‌است.